# Kappel (Wald)
Kappel ist ein Teilort der Gemeinde Wald im Landkreis Sigmaringen in Baden-Württemberg, Deutschland. Ursprünglich bestand das Dorf aus den zwei Siedlungen Rain und Kappel, dann Ober- und Unterkappel, heute nur noch Kappel.

## Geographie

### Geographische Lage
Das Dorf Kappel liegt etwa sechs Kilometer nordwestlich von Pfullendorf.

### Ausdehnung des Gebiets
Die Gesamtfläche der Gemarkung Kappel beträgt 334,66 Hektar (Stand: 31. Dezember 2014).

## Geschichte
Erstmals genannt wurde das Dorf im Jahre 1241 beim Auftreten eines Leutpriesters von Kapelle als Zeuge. Der Ort lag ursprünglich im Bereich der Goldineshuntare, dann im Gau Ratoldesbuch und später in der Grafschaft Sigmaringen. Im 14. Jahrhundert war der Ort teilweise im Besitz der Herren von Korb aus Meßkirch, deren Anteil 1355 an das Kloster Wald überging. Weitere Teile erwarb das Kloster in der Folge von den Herren von Zimmern unter Zustimmung des Abtes des Klosters Reichenau als Lehnsherren. 1474 besaß das Kloster Wald die Niedergerichtsbarkeit und die Dorfherrschaft. Das Kloster blieb Ortsherr bis 1806, dann ging der Besitz auf Hohenzollern-Sigmaringen über. Die Inhaber der Grafenrechte wechselten mit den Inhabern der Grafschaft Sigmaringen, bis die Rechte und die Hohe Gerichtsbarkeit 1783 mit der Schirmherrschaft über Kloster Wald von Hohenzollern-Sigmaringen an Österreich übergingen. 1806 fiel das Dorf wie das gesamte Walder Territorium durch die Säkularisation des Klosters aufgrund des Reichsdeputationshauptschlusses an das Fürstentum Hohenzollern-Sigmaringen und 1850 mit diesem als Hohenzollernsche Lande an Preußen. Ab 1806 gehörte Kappel also zum fürstlichen und 1850 bis 1862 zum preußischen Oberamt Wald, seitdem zum Oberamt bzw. seit 1925 Kreis Sigmaringen.
Am 1. Januar 1975 wurde Kappel in die Gemeinde Wald eingegliedert.

### Einwohnerentwicklung
| Stand         | Einwohner |
| ------------- | --------- |
| 31. Dez. 2010 | 105       |
| 31. Dez. 2014 | 111       |

## Wappen
In Grün auf einem erniedrigten doppelreihig rot-silbern geschachten Balken eine goldene Kapelle.
Die Kapelle macht das Wappen „redend“. Der rot-silbern geschachte Zisterzienserbalken erinnert an das ehemalige Zisterzienserkloster Wald, das ab 1355 Besitz in Kappel erwarb und zu dessen Herrschaft der Ort bis zum Jahre 1806 gehört. In jenem Jahr ging Kappel an Hohenzollern-Sigmaringen über.
Das Wappen war der Vorschlag des Staatsarchivs Sigmaringen vom Jahre 1957. Die Verleihung erfolgte am 31. Mai 1958 durch das Innenministerium Württemberg-Hohenzollern (Nr. IV 31/31a Kappel/1). Gleichzeitig erhielt die Gemeinde die Flagge Gelb-Grün.

## Kultur und Sehenswürdigkeiten

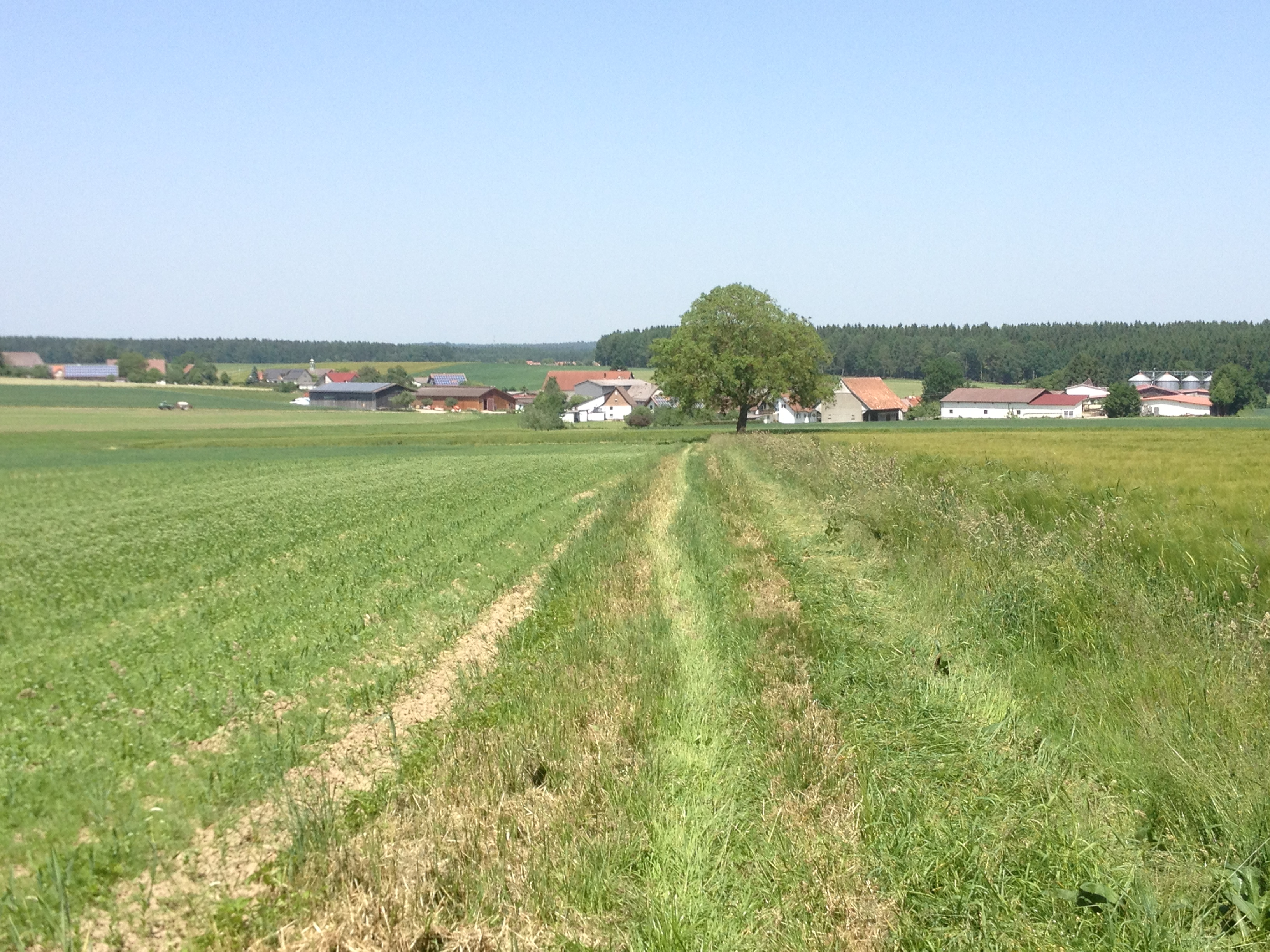
Südansicht von Kappel

### Bauwerke

#### St. Martins-Kapelle
Der Ort Kappel wird bereits 1241 als eigene Pfarrei erwähnt. Da die Kirche aber nur wenige Pfarrangehörige besaß, klein und dürftig war und von ihren Einkünften kein Pfarrer angemessen leben konnte, wurde sie im Jahr 1387 von Bischof Nikolaus von Konstanz der Pfarrkirche Walbertsweiler einverleibt. Vor 1800 bezeugte der waldische Oberamtmann, Johann Amadeus von Baratti, ein vielbelesener Mann voller Altertumskunde, er wisse zuverlässig aus Urkunden und Sagen, dass einst Göggingen nach Kappel als Filial eingepfarrt war. Die Losreißung Göggingens von Kappel mag wohl der Anlass für die nie mehr aufgehobene Inkorporation nach Walbertsweiler gewesen sein. Der Oberamtmann berichtet weiter, dass am Markustage um 1790 die Gemeinden Otterswang, Göggingen, Dietershofen, Menningen, Klosterwald, Hippetsweiler und Reischach mit Kreuz und Fahnenprozessionen nach Kappel kamen. Dies und der alte Ortsname „Cappella“ weise auf eine alte Pfarrei hin. In der zweiten Hälfte des 18. Jahrhunderts nahm der Walbertsweiler Pfarrer wöchentlich die Schulvisitation in Kappel vor und erteilte dort an jedem dritten Sonntag die Christenlehre. Die Kapelle wurde 1616 errichtet und musste schon 1710 von neuem erbaut werden. Wie die Vorgängerkapelle der heutigen Kapelle einmal ausgesehen hat, darüber ist nichts bekannt, kein Plan ist erhalten. Im Inneren der im Eigentum der politischen Gemeinde Wald liegenden Kappler Kapelle verdienen der Altar aus der Erbauungszeit und eine gemalte Kreuzigungsgruppe mit den beiden Kapellenpatronen Markus und Martin besondere Aufmerksamkeit. Das Gemälde ließ laut Inschrift die Walder Äbtissin Margaretha von Goeberg 1569 malen.